# Schoeniparus
A Schoeniparus  a madarak osztályának verébalakúak (Passeriformes) rendjébe és a Pellorneidae családjába tartozó nem. Jelenleg több szervezet sorolja az Alcippe nembe az ide tartozó fajokat is.

## Rendszerezésük
A nemet Allan Octavian Hume írta le 1874-ben, jelenleg az alábbi 7 faj tartozik ide:
- Schoeniparus cinereus[1] vagy Alcippe cinerea[3]
- Schoeniparus variegaticeps[1] vagy Alcippe variegaticeps[3]
- Schoeniparus castaneceps[1] vagy Alcippe castaneceps[3]
- Schoeniparus klossi[1] vagy Alcippe klossi[3]
- Schoeniparus rufogularis[1] vagy Alcippe rufogularis[3]
- Schoeniparus dubius[1] vagy Alcippe dubia[3]
- Schoeniparus brunneus[1] vagy Alcippe brunnea[3]